# Feliks III.
Feliks III., papa od 13. ožujka 483. do 1. ožujka 492. godine.

## Životopis
Rodio se u rimskoj senatorskoj obitelji čiji su članovi tradicionalno pripadali Senatu. Prije nego što se zaredio za svećenika oženio se te je imao dvoje djece prije nego što mu je supruga umrla. Jedno od to dvoje djece je kasnije postalo pradjed pape Grgura Velikog. O njegovom životu do izbora za papu ne zna se gotovo ništa. Feliks III. je 483. naslijedio Simplicija, postavši prvi papa koji je na papinsku stolicu stupio, a da nije bio pod neposrednom vlašću rimskih careva. To je imalo značajne političke posljedice, s obzirom na to da je Italija tada bila pod vlašću germanskog kralja Odoakra koji se suprotstavljao nastojanjima istočnorimskog cara Zenona da svoj autoritet nametne na područja nekadašnjeg Zapadnog Carstva. Zenon je 482. donio ukaz poznat kao "Henotikon" kojim je nastojao pomiriti "pravovjerno" nicejsko-kalcedonsko vjerovanje sa miafizistvom koje je sve više uzimalo maha u istočnim bizantskim provincijama. 
Papa Simplicije, koji nije bio konzultiran, tu odluku nikada nije prihvatio, smatrajući je izdajom Kalcedonskog sabora i podilaženjem hereticima. Njegov nasljednik je, pak, nakon bezuspješnih pokušaja da promijeni carevu odluku, godine 484. donio ukaz o ekskomunicira konstantinopolski patrijarh Akacije koji je bio tvorac formule "Henotikona", a također je svrgnut i Petar Mongus, miafizitski patrijarh Aleksandrije. Ni car ni izopćeni patrijarsi tu odluku nisu priznali, te je tako stvorena Akacijeva podjela, prvi veliki raskol između zapadnog i istočnog kršćanstva koji neće biti formalno okončan sve do 519. godine. Danas se Feliks II. općenito smatra protupapom, iako u prošlosti to nije bio slučaj, te zbog toga drugi istinski papa imenom Feliks službeno nosi redni broj III. Pape Feliks III. i Feliks IV. zapravo su tek drugi i treći papa, koji su nosili to ime.